# 蔡氏中洞鯛
蔡氏中洞鯛為輻鰭魚綱刺尾鯛目洞鱸科的其中一種。

## 分布
本魚分布於東大西洋區，包括剛果、剛果民主共和國、安哥拉等海域，棲息深20-40公尺。

## 形態習性
本魚體長可達30.7公分，棲息在砂石底質的海域。

## 經濟利用
本魚可作為食用魚。